# Mesure par minute
 (signalé en mai 2025).
Si vous disposez d'ouvrages ou d'articles de référence ou si vous connaissez des sites web de qualité traitant du thème abordé ici, merci de compléter l'article en donnant les références utiles à sa vérifiabilité et en les liant à la section « Notes et références ».
- Archive Wikiwix
- Bing
- Cairn
- DuckDuckGo
- E. Universalis
- Gallica
- Google
- G. Books
- G. News
- G. Scholar
- Persée
- Qwant
- (zh) Baidu
- (ru) Yandex
- (wd) trouver des œuvres sur Wikidata

Le mesure par minute, abrégé par le sigle mpm, est l'unité communément admise en danse pour définir la vitesse d'un morceau de musique, correspondant au nombre de mesures en une minute.
On peut le rapprocher du bpm (battement par minute) : mpm = bpm / (nombre de temps par mesure). Habituellement, dans les musiques rock-swing, mpm = bpm / 4.